# 阿尔瓦·雷东多
阿尔瓦·玛丽亚·雷东多·费雷尔（西班牙語：Alba María Redondo Ferrer；1996年8月27日—），西班牙女子职业足球运动员，司职前锋，目前效力于皇家马德里足球俱乐部和西班牙国家女子足球队。2023年，她代表西班牙参加国际足联女子世界杯并夺得冠军。2024年，她代表西班牙参与夏季奥林匹克运动会女子足球比赛。